# Boban Marjanović
Pour les articles homonymes, voir Marjanović.
Boban Marjanović (en serbe : Бобан Марјановић), né le 15 août 1988 à Zaječar en République socialiste de Serbie, est un joueur serbe de basket-ball. Il évolue au poste de pivot.

## Biographie

### Carrière européenne

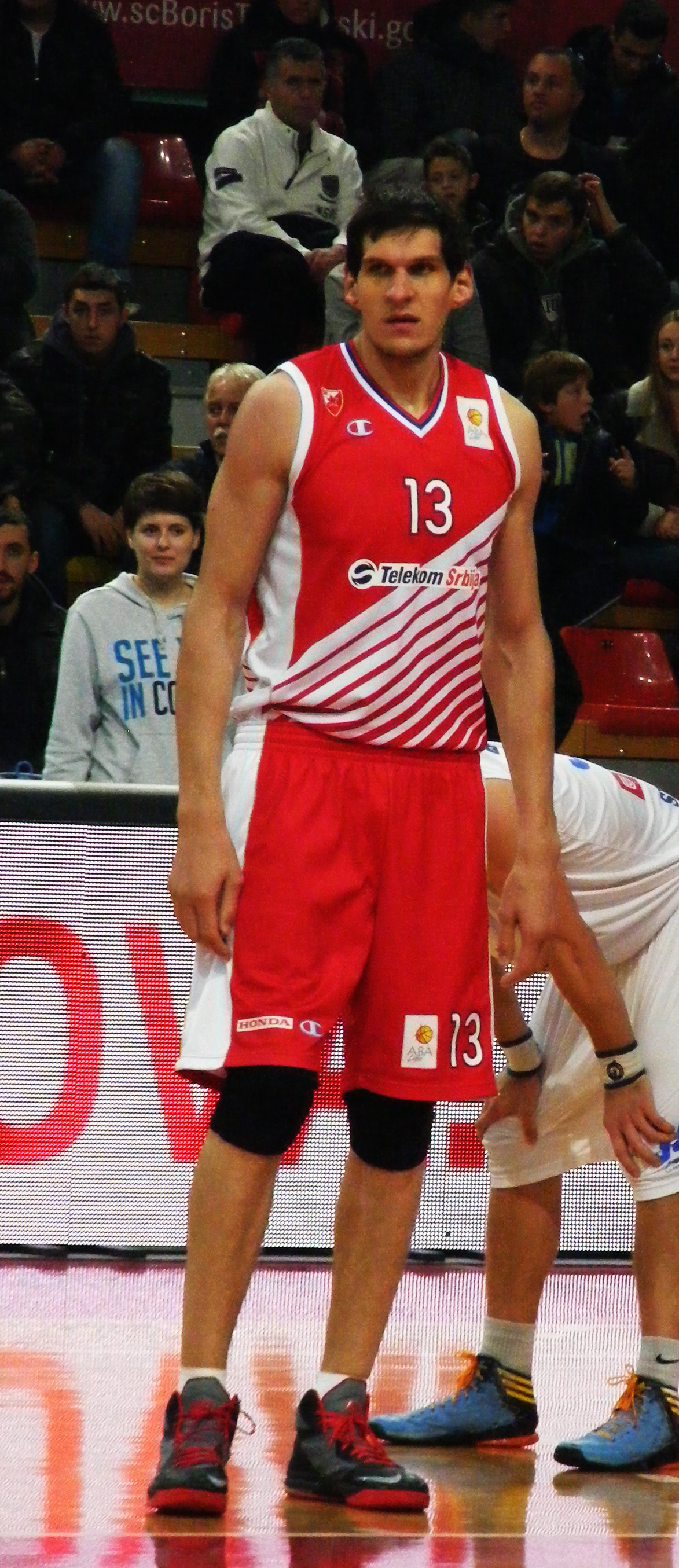
Boban Marjanović en décembre 2013.

Lors de la saison 2010-2011, il aide le Žalgiris Kaunas à remporter le championnat de Lituanie et la Ligue baltique.
Marjanović joue la saison 2012-2013 avec le KK Mega Vizura en première division serbe et en Ligue adriatique. Il est le meilleur rebondeur du championnat serbe avec en moyenne 11,7 rebonds par rencontre. Il est aussi le MVP de la saison régulière.
Marjanović signe un contrat de deux ans avec l'Étoile rouge de Belgrade en juillet 2013. En décembre, il est nommé meilleur joueur de la 10e journée de la saison régulière d'Euroligue avec une évaluation de 33. En 18 minutes de jeu, il marque 25 points à 11 sur 13 au tir, prend 11 rebonds et fait 3 passes décisives dans la victoire de l'Étoile rouge face au Lietuvos rytas.
Marjanović est nommé dans le meilleur cinq de la Ligue adriatique pour la saison 2013-2014 avec son coéquipier DeMarcus Nelson, Dario Šarić du Cibona Zagreb, Bogdan Bogdanović et Joffrey Lauvergne du Partizan Belgrade. Sur la saison régulière, malgré un temps de jeu limité, il marque en moyenne 9,7 points et prend 7,3 rebonds.
Marjanović est élu MVP de la saison régulière du championnat de Serbie, mais en finale, son club, l'Étoile rouge est de nouveau battu par le Partizan.
En octobre 2014, Marjanović est nommé meilleur joueur de la 1re journée de la saison régulière d'Euroligue avec une évaluation de 30. Il marque 22 points à 11 sur 14 au tir et prend 10 rebonds dans la victoire de son équipe face à Galatasaray. Il est aussi le meilleur joueur de la 7e journée avec une évaluation de 36 (24 points à 11 sur 13 au tir et 12 rebonds) dans la victoire de son équipe face au Neptunas Klaipeda et de la 14e journée du Top 16 (ex æquo avec Devin Smith). Marjanović marque 12 points et prend 16 rebonds dans la victoire de l'Étoile rouge face au Panathinaïkos. Lors de cette saison d'Euroligue, Marjanović établit un nouveau record du nombre de rebonds pris avec 256, battant le précédent record de 248 détenu par Mirsad Türkcan. Il réalise aussi 16 double-doubles dans la compétition, établissant un nouveau record. Même si l'Étoile rouge est éliminée lors du Top 16, Marjanović réalise une excellente saison avec une évaluation moyenne de 25,67, la meilleure depuis 10 ans dans la compétition et une moyenne de 10,67 rebonds par rencontre.

### Carrière en NBA

#### Spurs de San Antonio (2015-2016)
Le 10 juillet 2015, il rejoint la NBA et les Spurs de San Antonio où il signe pour un an et 1,2 million de dollars. Il fait ses débuts en NBA le 30 octobre, lors de la victoire 102 à 75 contre les Nets de Brooklyn durant laquelle il marque six points et prend cinq rebonds. Le 4 décembre, il est envoyé chez les Spurs d'Austin, dans l'équipe de D-League affiliée à San Antonio. Le 6 décembre, il est rappelé par San Antonio, et le lendemain, il marque 18 points à 8 sur 10 aux tirs lors de la victoire 119 à 68 contre les 76ers de Philadelphie. Le 28 décembre, lors de la victoire contre les Timberwolves du Minnesota, Marjanović apporte beaucoup en étant remplaçant, alors que Tim Duncan est blessé, et LaMarcus Aldridge limité à six points. Dans ce match, il marque 17 points à 7 sur 7 aux tirs en seulement 14 minutes de jeu pour aider les Spurs à s'imposer 101 à 95 et prolonger leur record de la série de victoires à domicile à 27 matches. Deux jours plus tard, lors de la victoire contre les Suns de Phoenix, il devient le premier joueur dans l'histoire des Spurs à prendre 12 rebonds en 15 minutes ou moins. Le 21 janvier 2016, il marque 17 points et prend 13 rebonds, son record en carrière lors de la victoire 117 à 89 contre les Suns de Phoenix. Le 20 mars, il est renvoyé chez les Spurs d'Austin, et est rappelé deux jours plus tard par San Antonio. Le 23 mars, il bat son record de points en carrière avec 19 unités lors de la victoire 112 à 88 contre le Heat de Miami. Le 13 avril, lors du dernier match de la saison régulière, il bat de nouveau record de points en carrière avec 22 points auxquels il ajoute 12 rebonds lors de la victoire 96 à 91 contre les Mavericks de Dallas.

#### Pistons de Détroit (2016-2018)
Le 7 juillet 2016, les Pistons de Détroit lui proposent un contrat de 21 millions de dollars sur trois ans. Les Spurs de San Antonio ne s'alignent pas sur l'offre et Marjanović rejoint officiellement les Pistons trois jours plus tard.

#### Clippers de Los Angeles (janvier 2018 - février 2019)
Le 29 janvier 2018, il est échangé aux Clippers de Los Angeles en compagnie de Tobias Harris et Avery Bradley, contre Blake Griffin, Willie Reed et Brice Johnson.

#### Sixers de Philadelphie (février - juin 2019)
Le 6 février 2019, il est échangé aux Sixers de Philadelphie en compagnie de Tobias Harris et Mike Scott, contre Wilson Chandler, Landry Shamet et Mike Muscala. Le 23 mars 2019 lors de la victoire de son équipe contre Boston il marque son premier 3 points.

#### Mavericks de Dallas (2019-2022)
Le 3 juillet 2019, il s'engage avec les Mavericks de Dallas pour deux saisons et 7 millions de dollars.
Le 11 mars 2020, lors du dernier match de NBA avant la crise sanitaire du Covid-19, lors d'une victoire contre les Nuggets de Denver, Marjanović est titularisé à la place de Kristaps Porziņģis, blessé. Il bat son record de points en carrière avec 31 unités, ainsi que 17 rebonds, dont 9 offensifs (il égale ainsi son record), en 31 minutes de jeu.

#### Rockets de Houston (2022-2024)
En juin 2022, Boban Marjanović est envoyé vers les Rockets de Houston avec Marquese Chriss, Trey Burke, Sterling Brown et le 26e choix de la draft 2022 contre Christian Wood.

### Retour en Europe
En septembre 2024, Marjanović s'engage pour une saison avec le Fenerbahçe, champion de Turquie. Marjanović joue 7 rencontres en championnat avant que le Fenerbahçe ne mette fin à son contrat en décembre 2024.

## Palmarès
- Champion du monde des -19 ans 2007
- Champion d'Europe -20 ans 2008
- Vainqueur de la Ligue baltique 2010-2011

## Statistiques

### En Euroligue
Légende :
| Leader de la ligue |

gras = ses meilleures performances
| Saison    | Équipe          | Matchs | Titul. | Min./m | % Tir | % 3pts | % LF | Rbds/m. | Pass/m. | Int/m. | Ctr/m. | Pts/m. |
| --------- | --------------- | ------ | ------ | ------ | ----- | ------ | ---- | ------- | ------- | ------ | ------ | ------ |
| 2010-2011 | CSKA Moscou     | 8      | 3      | 11,4   | 45,8  | 0,0    | 92,3 | 3,5     | 0,4     | 0,6    | 0,6    | 4,3    |
| 2010-2011 | Žalgiris Kaunas | 6      | 1      | 12,3   | 64,7  | 0,0    | 64,3 | 3,5     | 0,3     | 0,2    | 0,5    | 5,2    |
| 2013-2014 | Étoile rouge    | 10     | 9      | 19,9   | 61,6  | 0,0    | 62,1 | 7,70    | 1,00    | 0,90   | 0,80   | 10,80  |
| 2014-2015 | Étoile rouge    | 24     | 24     | 27,3   | 62,1  | 0,0    | 78,1 | 10,67   | 1,00    | 0,38   | 0,83   | 16,58  |
| Carrière  | Carrière        | 48     | 37     | 21,3   | 61,0  | 0,0    | 75,5 | 8,0     | 0,8     | 0,5    | 0,8    | 11,9   |

### En NBA

#### Saison régulière
| Saison    | Équipe        | Matchs | Titul. | Min./m | % Tir | % 3pts | % LF | Rbds/m. | Pass/m. | Int/m. | Ctr/m. | Pts/m. |
| --------- | ------------- | ------ | ------ | ------ | ----- | ------ | ---- | ------- | ------- | ------ | ------ | ------ |
| 2015-2016 | San Antonio   | 54     | 4      | 9,4    | 60,3  | 0,0    | 76,3 | 3,59    | 0,39    | 0,22   | 0,43   | 5,50   |
| 2016-2017 | Détroit       | 35     | 0      | 8,4    | 54,5  | 0,0    | 81,0 | 3,71    | 0,26    | 0,17   | 0,34   | 5,46   |
| 2017-2018 | Détroit       | 19     | 1      | 9,0    | 51,9  | 0,0    | 80,0 | 3,00    | 0,74    | 0,21   | 0,32   | 6,21   |
| 2017-2018 | L.A. Clippers | 20     | 0      | 8,3    | 55,1  | 0,0    | 78,8 | 4,35    | 0,40    | 0,30   | 0,25   | 5,85   |
| 2018-2019 | L.A. Clippers | 36     | 9      | 10,4   | 60,7  | 0,0    | 75,8 | 4,22    | 0,61    | 0,31   | 0,47   | 6,72   |
| 2018-2019 | Philadelphie  | 22     | 3      | 13,9   | 62,5  | 50,0   | 72,2 | 5,14    | 1,45    | 0,23   | 0,45   | 8,18   |
| 2019-2020 | Dallas        | 44     | 5      | 9,6    | 57,3  | 23,5   | 75,4 | 4,50    | 0,50    | 0,20   | 0,20   | 6,60   |
| 2020-2021 | Dallas        | 33     | 3      | 8,2    | 50,8  | 12,5   | 81,6 | 3,90    | 0,30    | 0,10   | 0,20   | 4,70   |
| 2021-2022 | Dallas        | 23     | 0      | 5,6    | 60,0  | 25,0   | 59,1 | 1,70    | 0,10    | 0,00   | 0,10   | 4,30   |
| 2022-2023 | Houston       | 31     | 0      | 5,5    | 68,3  | 0,0    | 74,1 | 1,90    | 0,30    | 0,20   | 0,10   | 3,30   |
| 2023-2024 | Houston       | 14     | 0      | 5,1    | 52,9  | 0,0    | 64,3 | 0,40    | 0,10    | 0,10   | 0,10   | 3,20   |
| Carrière  | Carrière      | 331    | 25     | 8,7    | 57,8  | 23,8   | 76,2 | 3,60    | 0,50    | 0,20   | 0,30   | 5,50   |

Dernière modification le 18 septembre 2024

#### Playoffs
| Saison   | Équipe       | Matchs | Titul. | Min./m | % Tir | % 3pts | % LF  | Rbds/m. | Pass/m. | Int/m. | Ctr/m. | Pts/m. |
| -------- | ------------ | ------ | ------ | ------ | ----- | ------ | ----- | ------- | ------- | ------ | ------ | ------ |
| 2016     | San Antonio  | 7      | 0      | 6,0    | 66,7  | 0,0    | 88,9  | 2,00    | 0,43    | 0,00   | 0,29   | 3,43   |
| 2019     | Philadelphie | 11     | 0      | 9,5    | 60,0  | 0,0    | 84,2  | 3,27    | 1,00    | 0,18   | 0,27   | 5,82   |
| 2020     | Dallas       | 6      | 0      | 13,7   | 56,7  | 0,0    | 77,8  | 5,80    | 0,80    | 0,00   | 0,30   | 6,80   |
| 2021     | Dallas       | 4      | 3      | 20,8   | 51,3  | —      | 77,8  | 8,00    | 1,00    | 0,00   | 0,30   | 11,30  |
| 2022     | Dallas       | 3      | 0      | 2,0    | 25,0  | —      | 100,0 | 1,00    | 0,00    | 0,30   | 0,00   | 1,30   |
| Carrière | Carrière     | 31     | 3      | 10,3   | 56,0  | 00,0   | 83,3  | 3,90    | 0,70    | 0,10   | 0,30   | 5,80   |

Dernière modification le 16 juin 2022

### En D-League
| Saison    | Équipe   | Matchs | Titul. | Min./m | % Tir | % 3pts | % LF | Rbds/m. | Pass/m. | Int/m. | Ctr/m. | Pts/m. |
| --------- | -------- | ------ | ------ | ------ | ----- | ------ | ---- | ------- | ------- | ------ | ------ | ------ |
| 2015-2016 | Austin   | 3      | 3      | 26,4   | 80,5  | 0,0    | 62,5 | 12,33   | 2,33    | 0,33   | 1,33   | 23,67  |
| Carrière  | Carrière | 3      | 3      | 26,4   | 80,5  | 0,0    | 62,5 | 12,33   | 2,33    | 0,33   | 1,33   | 23,67  |

Dernière modification le 22 mars 2016

## Records sur une rencontre en NBA
Les records personnels de Boban Marjanović en NBA sont les suivants, :
| Type de statistique        | Saison régulière | Saison régulière       | Saison régulière | Playoffs | Playoffs                  | Playoffs      |
| Type de statistique        | Record           | Adversaire             | Date             | Record   | Adversaire                | Date          |
| -------------------------- | ---------------- | ---------------------- | ---------------- | -------- | ------------------------- | ------------- |
| Points                     | 31               | Nuggets de Denver      | 11 mars 2020     | 16       | Nets de Brooklyn          | 15 avril 2019 |
| Paniers marqués            | 12               | 2 fois                 | 2 fois           | 8        | Nets de Brooklyn          | 15 avril 2019 |
| Paniers tentés             | 20               | Nuggets de Denver      | 11 mars 2020     | 14       | Nets de Brooklyn          | 15 avril 2019 |
| Paniers à 3 points réussis | 2                | Bulls de Chicago       | 10 avril 2019    | -        | -                         | -             |
| Paniers à 3 points tentés  | 3                | Bulls de Chicago       | 10 avril 2019    | 1        | 4 fois                    | 4 fois        |
| Lancers francs réussis     | 11               | @ Grizzlies de Memphis | 5 décembre 2018  | 8        | @ Nets de Brooklyn        | 18 avril 2019 |
| Lancers francs tentés      | 12               | @ Grizzlies de Memphis | 5 décembre 2018  | 8        | @ Nets de Brooklyn        | 18 avril 2019 |
| Rebonds offensifs          | 9                | 2 fois                 | 2 fois           | 6        | @ Clippers de Los Angeles | 6 juin 2021   |
| Rebonds défensifs          | 14               | 2 fois                 | 2 fois           | 8        | @ Clippers de Los Angeles | 19 août 2020  |
| Rebonds totaux             | 20               | @ Suns de Phoenix      | 13 août 2020     | 10       | @ Clippers de Los Angeles | 6 juin 2021   |
| Passes décisives           | 6                | Bulls de Chicago       | 10 avril 2019    | 4        | 2 fois                    | 2 fois        |
| Interceptions              | 2                | 5 fois                 | 5 fois           | 1        | 3 fois                    | 3 fois        |
| Contres                    | 4                | Nuggets de Denver      | 26 décembre 2015 | 2        | Thunder d'Oklahoma City   | 30 avril 2016 |
| Balles perdues             | 5                | Heat de Miami          | 21 février 2019  | 4        | @ Nets de Brooklyn        | 18 avril 2019 |
| Minutes jouées             | 37               | @ Mavericks de Dallas  | 13 avril 2016    | 31       | @ Clippers de Los Angeles | 6 juin 2021   |

- Double-double : 25 (dont 1 en playoffs)
- Triple-double : 0

Dernière mise à jour : 2 août 2022

## Filmographie
- 2019 : John Wick Parabellum : Ernest
- 2022 : Le Haut du panier (Hustle) de Jeremiah Zagar : Big Serbian
- 2023 : Self Reliance (en) : Un tueur
- 2025 : Happy Gilmore 2 : Drago Larson